# Claudio Maldonado
Claudio Maldonado (f. 3 januari, 1980 i Curicó) är en chilensk fotbollsspelare som spelar för Colo-Colo. 

## Spelaren Maldonado
Chilenaren Maldonado har en liknande spelstil som Iván Campo, Mahamadou Diarra och Claude Makelele.

## Karriär

### Colo-Colo
Efter några år i Colo-Colos ungdomssektion började chilenaren sin professionella karriär som fotbollsspelare. Säsongen 1998 debuterade han för de Blanco y Negro. Trots Maldonados korta vistelse i den chilenska toppklubben hann han med att förverkliga en barndomsdröm; att bli ligamästare med Blanco y Negro.

## Brasilien
Redan 2000 flyttade Maldonado österut och till den brasilianska ligan för att spela för São Paulo. Efter 3 säsonger i São Paulo värvades Maldonado vidare till Cruzeiro av managern Vanderlei Luxemburgo. (Senare blev Maldonado ihop med tränaren dotter). Under sin vistelse i Cruzeiro upplevde chilenaren karriärens största framsteg. 2003 var han en del av laget då man vann Triple Crown. 2006 skrev Maldonado på för Santos.